# Zygogynum oligocarpum
Zygogynum oligocarpum är en tvåhjärtbladig växtart som först beskrevs av Schlecht., och fick sitt nu gällande namn av W. Vink. Zygogynum oligocarpum ingår i släktet Zygogynum och familjen Winteraceae. Inga underarter finns listade.